# WorkNC
WorkNC（ワークエヌシー）は、セスクワにより開発された2軸、2.5軸、3軸、固定5軸、同時5軸加工向けの CAM（Computer Aided Manufacturing）システム。パソコン上で簡単に高品質・信頼性の高いNCデータが作成できるCAMシステムとして、1987年にフランスで誕生した。1988年にWorkNCがリリースされて以来、日本のような要望の高い国で25%以上の企業によって使用されていて、常に自動化や簡単操作に重点的に取り組んでいることで有名なシステムである。2002年にリリースされたWorkNC-CADはCAMを支援するCADシステムとして、WorkNCを完璧なCAD/CAM製品にしたことで、この業界における世界的なマーケットリーダーの1つになった。WorkNCのユーザーは、自動車メーカー、航空宇宙と防衛、エンジニアリング、医療＆歯科、機械加工メーカー、金型メーカーといった業界に属している。

## 歴史

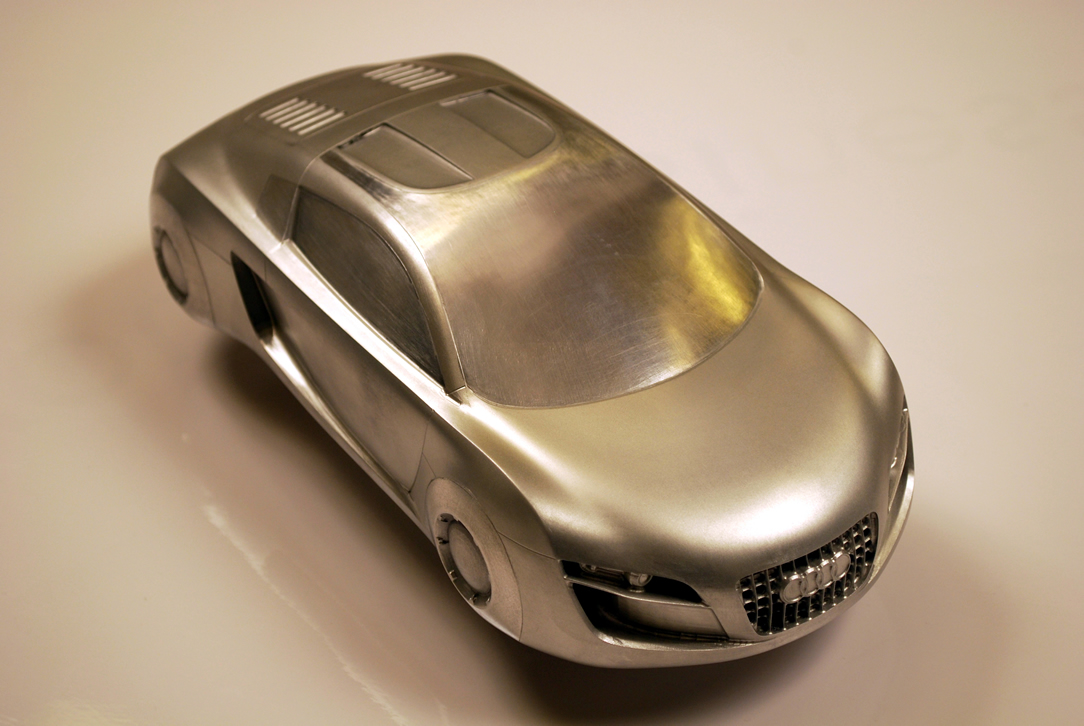
Audi コンセプトカー（WorkNCでNCデータを作成し加工したサンプル）

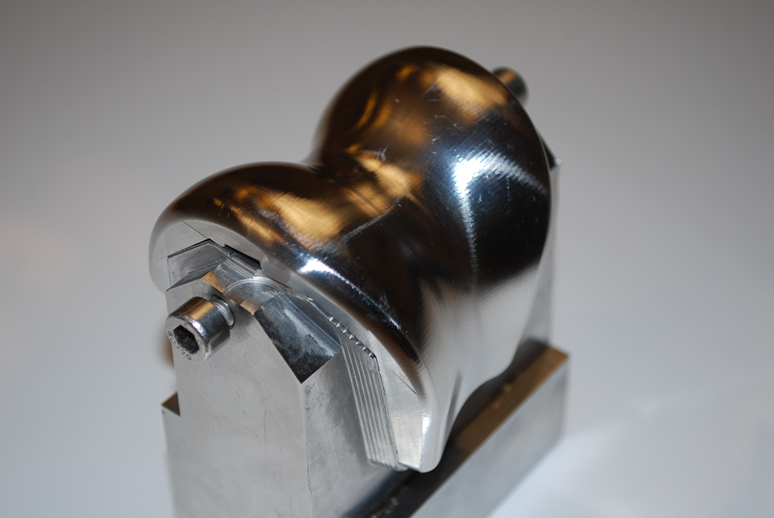
WorkNCのCAMを使用して開発された、義肢用の人工膝関節

CAMシステムWorkNCの最初のバージョンは、1988年にセスクワによってリリースされた。この製品開発の立役者は、セスクワの代表取締役社長ブルーノ・マルコと開発イノベーションマネージャーのジェラード・ビラードである。

80年代後半には、複雑な形状のCNCプログラミングは、難しく非常に長い工程が必要だった。この時、セスクワが3軸CAMシステムの需要を認識し、新しくて、信頼できる、最初の自動3軸CAMシステムWorkNCを開発した。長年に渡って、セスクワはWorkNCの根底にあるオリジナルの哲学に執着してきた。ツールパス計算時間の速度を上げ、硬素材加工の直接機械加工を容易にするために最適な信頼性を確実にし、加工現場でプログラミングができるように、自動化・使いやすさを最大限に実現できるように取り組んできた。自動化は、このソフトウェア開発の歴史を通してずっと引き続かれているテーマである。ブルーノ・マルコによると、WorkNCの開発の狙いは、常に“ワンボタン”CAMに可能な限り近いものにすることである。
ソロモングループは、1988年にWorkNCを利用した最初のユーザーで、今もなおスキーブーツや他のスポーツ用品を製造するために、20年以上の間WorkNCを使っている。WorkNCの需要は急増し、1991年にアメリカオフィス、1995年にドイツと日本オフィス、1997年にイギリスオフィスを設立、その後、スペイン、インド、中国、韓国と続き活動範囲を拡大した。
セスクワは、2002年にWorkNC-CADをリリースし、2003年にWorkNC 5-axis（同時5軸）をリリース。
2007年には、CADとCAMが統合されたインタフェースとなった、第3世代のWorkNC G3がリリースされた。
2008年には、ビューワとしての検証・測定だけでなく、CADデータをコアとして設計者加工現場への情報伝達、取引先との情報交換など情報共有が可能な3DビューワWorkXPlore 3Dがリリースされた。
2009年には、義歯、インプラント、デンタルストラクチャー向けの3軸～同時5軸まで対応したデンタルCAMシステムWorkNC Dentalが市場投入された。
WorkNCは現在、アメリカ、イギリス、フランス、ドイツ、スペイン、日本、インド、中国、そして韓国のセスクワ各支社と、世界各国50社以上の代理店が手厚くサポートをしている。

## 主な機能
CAMシステムWorkNCの主要機能:
- 形状、加工エリアの自動検出と管理
- 高速加工向けに考案された特有のスムーズなツールパス
- 素材定義（ブロック、CAD、STL）
- リアルタイムで更新されるツールパス3軸と固定5軸のストックマネージメント
- 自動素材更新による素材と工具のホルダー干渉チェック
- 高性能ツールパス編集
- バーチャル3Dマシンの表示と加工シミュレーション
- パワフルな工具ライブラリ・ホルダーライブラリ（ホルダー部品管理）
- 自動HTML加工情報シート
- ユーザー事前定義された自動加工向け標準ファイル
- STL ファイルからの加工
- バッチモード計算
- 広範囲のポストプロセッサ（NURBS、固定サイクル、円弧補間）

### 荒加工ツールパス
- HSM（高速加工）向けに考案・最適化されたグローバル荒加工[3]と再荒加工ツールパス
- Waveform荒加工ツールパスは、可能な限り工具負荷を一定に保つため、コーナーに連続した波形のパスを使用して材料を除去
- HVR突き荒加工を含む、トロコイド荒加工[4]、スパイラルコア荒加工、突き荒加工の動きによる固有ツールパスの範囲
- 自動ストックアップデートによる、工具干渉チェックやホルダー干渉チェックを使用した荒加工
- ダイナミックストックに基づく削り残し領域の自動計算・加工
- 隅部加工は、さらに小さい工具での自動レストマテリアル加工を実現

### 仕上げ加工ツールパス
- 高速加工向けに最適化された適用性の広い仕上げ加工
- パラレル仕上げ加工(等高線仕上げ加工、走査線仕上げ加工)、平面仕上げ加工、3D複合曲面加工、エッジ仕上げ加工
- 連続的な小径工具による自動削り残し仕上げ加工
- レストマテリアル領域の3D表示
- 自動5軸変換が可能

### 2軸・2.5軸加工ツールパス
2軸と2.5軸加工方法: 
- ポケット加工、面沿い加工、カーブ加工、刻印加工、リブ加工、フェース加工、ドリル加工、タッピング加工
- 自動ドリル加工モジュール
- 自動フィーチャ検知と認識、事前定義ドリル加工選択、自動作成ドリル加工オペレーション、深穴と交差穴加工マネージメント
- カスタマイズされたポストプロセッサ

### 5軸加工ツールパス
- 3軸ツールパスを同時5軸ツールパスに自動変換するAuto5[5]
- 適用性の広い同時4軸と同時5軸ツールパス[6]
- 5軸-ローリング加工[7]、5軸-走査線加工、4軸-スパイラルブレード加工、5軸インペラ加工[8]、5軸-チューブ加工、5軸-レーザー加工
- 干渉チェックとマシン動作範囲マネージメント

## CADフォーマットのインポート
WorkNCは以下のCADファイルの取込みが可能
DXF, STEP, IGES, CATIA V4・V5, NX(Unigraphics), SolidWorks, SolidEdge, Pro/E, Parasolid, STLなど

## 補完的な製品

### WorkNC Dental

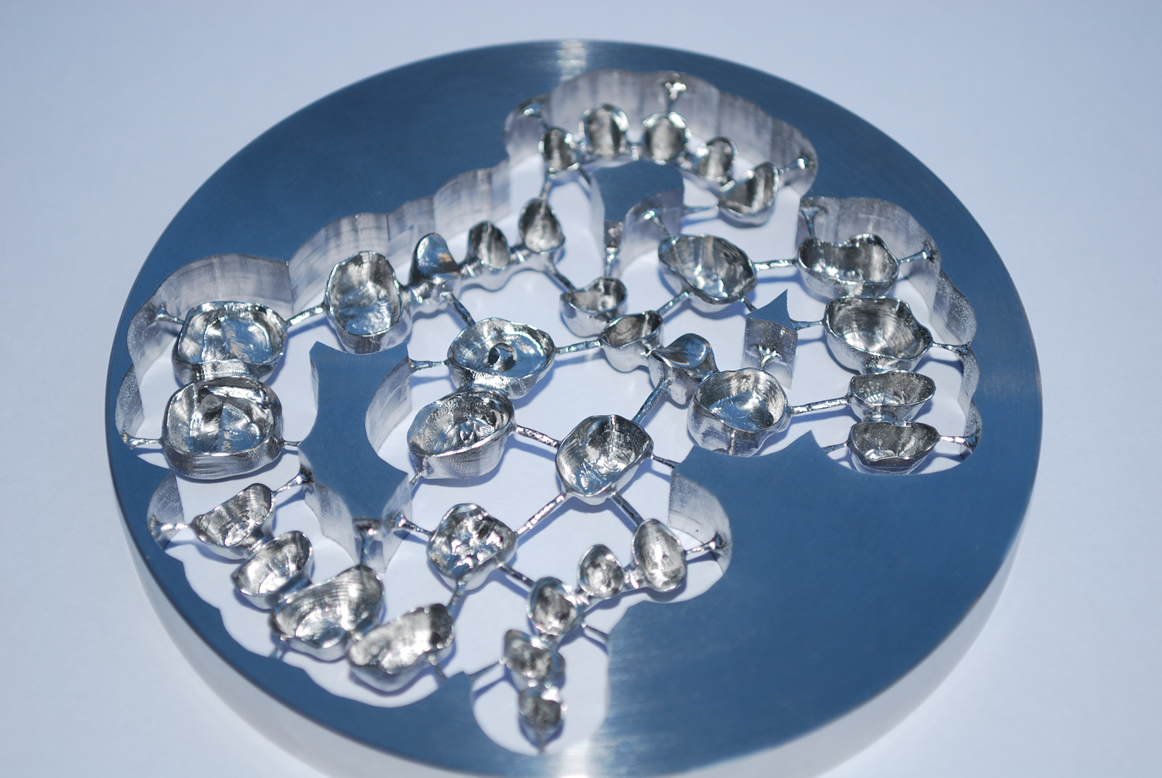
WorkNC Dental CAD/CAMを使って加工したクロム・コバルトディスク（ブリッジとクラウン 向けのデンタルインプラント）

WorkNC Dentalは、補綴物、インプラント、クラウン、ブリッジインプラント、デンタル構造の自動3軸から5軸加工向けに、セスクワが開発したCAD/CAMシステムである。
WorkNC Dentalは、機械加工の専門家ではない研究室や歯科技工士のためにデザインされた、グラフィック・ユーザー・インタフェースを用いて簡単に操作することができるシステムである。限りなくワンボタンCAMと言えるデンタル業界向けのCAMで、デンタルの専門家や専門機関と協業することで開発やテストを行っている。自動3軸と5軸のツールパスは、ネスティングや位置決め補綴インプラント向けの技術と組み合わさっている。加えて、サポートピンや識別マークに加えるためのツールは、ソフトウェアが迅速に補綴製造向けに理想的なソリューションを作りだす。
STLとネイティブDental CADフォーマットは、WorkNC Dentalにインポートされていて、ユーザーが製造工程を通して、ガイドするための「加工ウィザード」が搭載されている。工具、標準ファイル、クローム、コバルト、チタン、ジルコニアのような特定種類の素材向けに最適化された切削条件を自動で選択し、コーピングやブリッジのような特定の補綴向けのシステムである。複雑ないくつかのインプラントでは、全ての形状インプラントに対応する5軸加工を使う必要がある。通常は、プログラマーには高いスキルが要求されるが、WorkNC Dentalは自動5軸ソフトウェアの難しい問題を全て解決している。システム内の情報部分は、信頼でき干渉しない5軸のツールパスを自動作成する加工の限界と運動学を考慮している。

### WorkNC WireEDM
WorkNC WireEDMは、ワイヤー放電加工機向けのCAD/CAMソフトウェアである。ダイアログボックスは、システム経由でユーザーをガイドするためのものである。WorkNC WireEDM内の機能は、傾斜加工を可能にし、2軸または4軸加工向けが用意されていて、CADモデルの2Dカーブや3Dサーフェスを直接使用することが可能である。
それは、自動干渉チェックのためのグラフィカルな検証機能を含み、それぞれの独自のEDM加工材が持つ、最大傾斜のワイヤー角度加工が可能である。

### WorkNC-CAD
WorkNC-CADは、サーフェスおよびソリッドモデリング機能を搭載した製造業向けCADソフトウェアである。それは、WorkNCの標準機能として搭載されているコンポーネントで、スタンドアローンの設計製品としても利用可能である。WorkNC-CADが技術部門の加工メーカーにスタンドアローン版として使用される場合、WorkNC-CADは全ての製造工程を通して、CAD製品に一貫した鋳型、工具、金型ビジネスへ提供する。
WorkNCが統合された時、追加されたソフトウェアアプリケーションやアウトソーシング向けに必要な鋳型、金型、加工を設計製造するために要求されるフィーチャーを提供する。
WorkNC-CADは、簡単または複雑なキャビティ向けに、進化したインテリジェントなフィルギャップを行い、ドリル加工、輪郭面取り、リーマー、タッピング向けの自動で2Dのフィーチャ認識とサイクル定義し、自動で金型コア分割と進化した電極モジュールである。

### WorkXPlore 3D
WorkXPlore 3Dは、オリジナルのCADデータに依存することなく、3D CADファイルを高速表示・高精度測定・形状検証・共有できる3Dビューワである。非常に操作が簡単で、ユーザーがCADのエキスパートでなくても使用できるように設計された。
WorkXPlore 3Dは、ユーザーが3D形状計測や、前もってユーザーがアンダーカットエリア、平面サーフェス、厚み、ボリューム、サーフェス、重量、ダイナミックな断面表示を測定可能にする検証機能が可能。3Dモデルに直接、寸法や形状測定したものを表示したり、注釈やラベルを付けたりすることが可能なので、2D図面が不要になる。
また、ユーザーが3D形状やアッセンブリファイルを、下請負先や顧客または同僚に、インターネット経由でexeファイルとして簡単に送ることができる。受信者は、受け取った3Dモデルをすぐに表示でき、3Dモデル上で作業が可能。
WorkXPlore 3Dは、大きな3Dファイルを高速表示し処理することができる。
無償評価版も利用可能である。WorkXPlore 3Dは、英語、フランス語、ドイツ語、スペイン語、イタリア語、日本語、中国語、韓国語、その他の言語も準備中。